# Heerstedt
Heerstedt este o comună din landul Saxonia Inferioară, Germania.